# Dasydorylas monothrix
Dasydorylas monothrix är en tvåvingeart som först beskrevs av Hardy 1968.  Dasydorylas monothrix ingår i släktet Dasydorylas och familjen ögonflugor. Inga underarter finns listade i Catalogue of Life.